# 1593

## Родени
- Хун Дзъчън, китайски философ
- 19 май – Якоб Йорданс, фламандски художник

## Починали
- 30 май – Кристофър Марлоу,
- 11 юли – Джузепе Арчимболдо, италиански ренесансов живописец